# تفصص

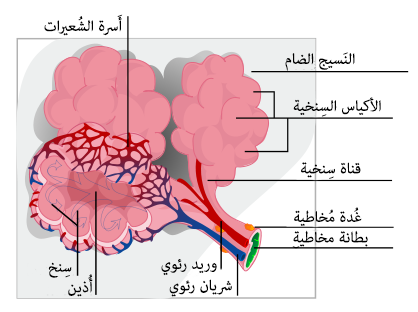
الحويصلات الهوائية والتي تُشكل الفُصيصات

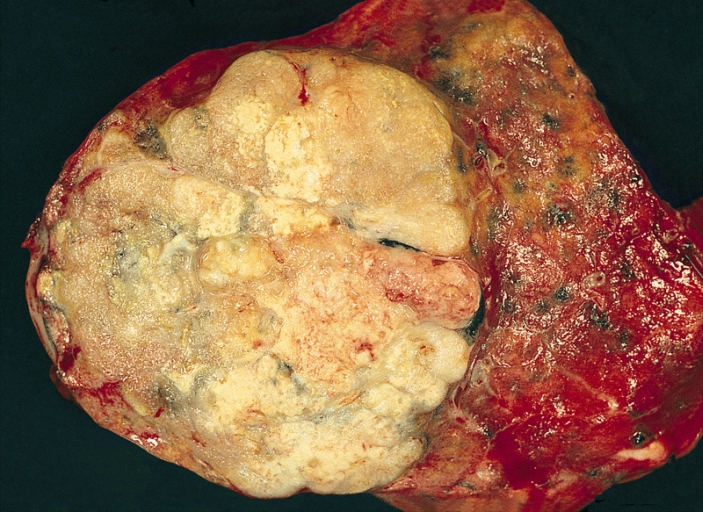
سرطانة غدية مُفصصة في الرئة.

التفصص (بالإنجليزية: Lobulation)‏ هو مظهرٌ يشبهُ الفصيصات، فمثلًا قد تصبح الغدة الدرقية كبيرةً ومُفصصة في التهاب الغدة الدرقية لهاشيموتو.